# 雲南市立三刀屋中学校
雲南市立三刀屋中学校（うんなんしりつみとやちゅうがっこう）は、島根県雲南市三刀屋町にある中学校。

## 概要
- 郵便番号 - 690-2404
- 住所 - 島根県雲南市三刀屋町三刀屋394

## 校区
- 校区は、三刀屋小学校、鍋山小学校の通学区域となっている。

## 沿革
- 2004年（平成16年）11月1日 雲南市立三刀屋中学校に改称。

## 部活動
- 吹奏楽部     2024年中国大会の小編成の部で学校初となる金賞を受賞。